# Богоявленский, Леонид Николаевич
Леонид Николаевич Богоявленский (23 января 1881, Торжок, Тверская губерния — 25 января 1943, Ленинград) — русский и советский учёный в области радиологии, геофизики и радиохимии. Автор первого в СССР курса радиометрии.
Активно участвовал в организации производства радия и создании первых методов радиометрической разведки полезных ископаемых. Ежегодно участвовал в экспедициях по поискам полезных ископаемых — урановых месторождений.
Под руководством Л. Н. Богоявленского в радиологической лаборатории ВНИИМ были созданы эталоны единицы массы радия и единицы радиоактивности.

## Биография
Учился в Дерптском университете, затем в Киевском политехническом институте. Увлекся революционными террористическими идеями, состоял в партии эсеров с 1906 по 1910 г., был политическим эмигрантом с 1906 по 1916 г. — вынужден был уехать во Францию. Учился в Сорбонне, затем в Тулузском университете у Поля Сабатье, окончив который в 1912 году, получил звание инженера-химика. Некоторое время работал исследователем в одной из фирм в Лондоне, но вернулся во Францию. Был принят на работу в лабораторию заводов братьев Данн в Жифе (близ Парижа), в 1915 г. заведовал отделом фракционирования солей бария — радия. Одновременно заинтересовался светящимися составами длительного действия. В Февральскую революцию Богоявленский вернулся в Россию и привез с собой подаренный французами препарат радия, который использовал в работе по изготовлению светящихся составов.
Октябрьская революция привела Леонида Николаевича на работу в Химический отдел Высшего совета народного хозяйства (ВСНХ). Имея опыт обращения с радиоактивными материалами, он занялся организацией работ по получению русского радия. В 1917 году В. Г. Хлопин и Л. Н. Богоявленский разработали метод добычи радия из остатков руды. Именно Богоявленский обратил внимание заведующего химическим отделом ВСНХ Л. Я. Карпова на имеющиеся в Петербурге остатки от переработки среднеазиатских урановых руд, содержащие радий. Леонид Николаевич взялся за организацию Пробного радиевого завода на базе Березниковского содового завода на Урале. Преодолев множество преград, не без личной помощи председателя Совнаркома В. И. Ленина, Богоявленский создал промышленную установку и в сентябре 1918 года начал переработку радиевого сырья. В декабре этого же года в Березники вступила Белая Армия, но работа, по имеющимся сведениям, продолжалась.
В июне 1919 года после вхождения в Березники Красной Армии Богоявленский вместе с ушедшими белогвардейцами попал в Томск. Здесь он занимался изучением сибирских радиоактивных минералов. В ноябре 1919 года в Томск вступила Красная Армия.
Провел радиометрическую съемку на Алтае по заданию Геологического комитета (1919—1922). В процессе работы пришёл к убеждению, что открыл предсказанные Ж. Перреном ультра-Х-лучи, исходящие от Земли, Солнца и планет, которые возбуждают распад радиоактивных атомов и влияют на скорость их распада. Предположения Богоявленского не нашли подтверждения.
Заведовал секцией радиоактивных веществ и редких металлов отделения химической промышленности ВСНХ. Работал в Главной палате мер и весов с 1921 по 1943 годы, руководил радиологической лабораторией. Организовал во ВНИИМ работы по получению зелёной окиси урана, на основе которой были разработаны образцовые меры содержания урана-элемента. Этими мерами снабжалось большинство геологических экспедиций страны, занимающихся поисками урановых месторождений. Также предпринял измерение периода полураспада полония в различных местах территории России.
C 1922 г. научный сотрудник химического отдела Радиевого института Российской академии наук (начальник отдела В. Г. Хлопин).
С 1924 г. руководитель отдела радиометрии в Институте прикладной геофизики имени В. И. Баумана, созданном при Петроградском горном институте.
В 1926—1927 гг. вместе с А. А. Черепенниковым был в составе Северной экспедиции АН СССР, где они обнаружили радий в нефтяных пластовых водах Севера России (район г. Ухта, Республика Коми). Следствием этого исследования явилась организация уникального радиевого промысла.
Доцент Ленинградского горного института (1923—1932), затем профессор (1935).
В марте 1935 г. был арестован «по совершенно непонятным причинам», затем освобожден.
В период блокады Ленинграда остался в осажденном городе. В годы Великой Отечественной войны в лаборатории под его руководством были разработаны специальные светящиеся в условиях светомаскировки краски и лаки для изготовления различных шкал, указателей, надписей и опознавательных знаков на военных (крейсер «Киров») и гражданских объектах, из этих же светосоставов изготовлялись светящиеся значки-«светлячки», памятные всем ленинградцам, жившим в городе в период блокады, о чём был получен соответствующий отзыв начальника НТК СССР контр-адмирала Г. В. Жукова. Лаборатория также принимала участие в изготовлении знаменитых блокадных спичек. В конце 1942 года Л. Н. Богоявленский был помещён в больницу и скончался там 25 января 1943 года. Похоронен в братской могиле у Вечного огня на Пискаревском мемориальном кладбище.

## Адрес
В Ленинграде проживал по адресу: набережная Лейтенанта Шмидта, д. 29, кв. 22.

## Семья
Л. Н. Богоявленский — по матери правнук генерала Ивана Васильевича Сабанеева, племянник зоолога, натуралиста Леонида Павловича Сабанеева и ученого-химика Александра Павловича Сабанеева, соответственно двоюродный брат музыканта, музыковеда и композитора Леонида Леонидовича Сабанеева и двоюродный племянник архитектора Евгения Александровича Сабанеева.
Жена — Анна Федоровна Богоявленская.
Сын — Михаил Леонидович Богоявленский.